# Hagwon

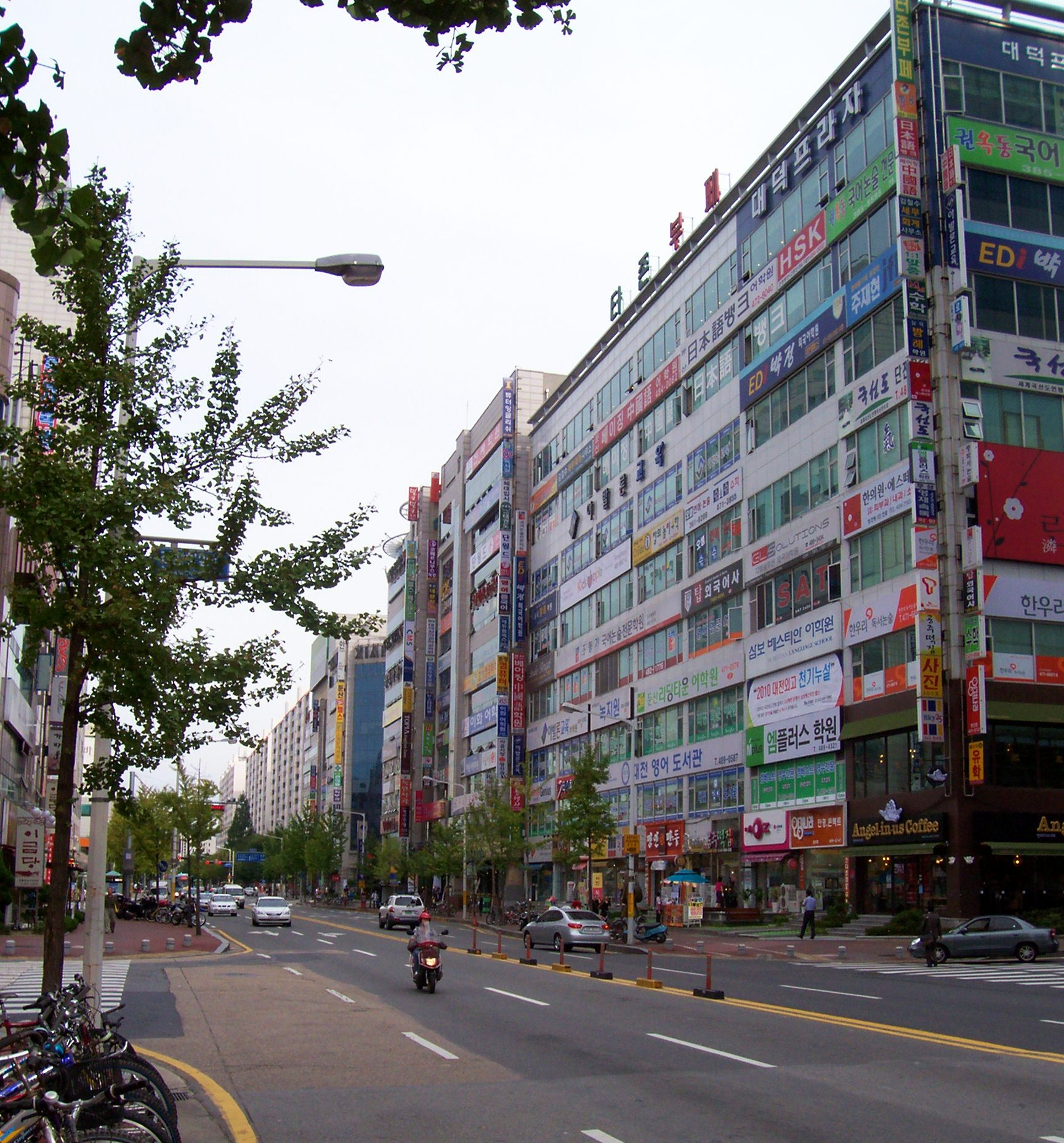
Gebäude mit Hagwon-Schulen in Dunsan-dong, Daejeon, Südkorea

Als Hagwon (학원) werden in Südkorea private Bildungsinstitute bezeichnet, in denen Schüler neben ihrer regulären Schulbildung, die sie an staatlichen Schulen erhalten, ergänzenden Unterricht bekommen oder auf das Bestehen von Aufnahmeprüfungen für höhere Schulen bzw. Universitäten konditioniert werden.

## Wortbedeutung
Hagwon bedeutet im Gegensatz zu Hagyo (학교 (Schule)) übersetzt, Akademie, Institut, Erziehungsanstalt oder Privatunterrichtsanstalt.

## Geschichte
Während sich Korea im 18. Jahrhundert westlichen Einflüssen öffnete und die koreanische Regierung 1883 mit der Tongmunhak (동문학) eine erste Schule für das Erlernen der englischen Sprache und der westlichen Kultur eröffnete, gefolgt von weiteren Sprachschulen für andere Sprachen im Jahr 1895, eröffnete der Missionar Henry Appenzeller im selben Jahr eine private Schule für das Erlernen der englischen Sprache, aber verdeckt auch für seine Missionsarbeit. Zu diesem Zeitpunkt gründeten sich einige private Sprachschulen im Land.
1948 wurde die Schulpflicht und 1968 die prüfungslose Aufnahme in die Mittelschule in Südkorea eingeführt. 1973 folgte die Abschaffung der Aufnahmeprüfungen für Oberschulen und die Einführung der Standardisierung derselben. Sinn und Zweck der Änderungen war, privatfinanzierte Bildung überflüssig zu machen. Doch die Konkurrenz um die Zugänge zu den Universitäten ließ das System der Hagwon bestehen, bis 1980 der Privatunterricht durch den Diktator Chun Doo-hwan (전두환) verboten wurde. Chuns Konzept war, die Bildungschancen der armen Leute zu erhöhen und sie frei von Bildungsausgaben zu halten. Doch die Vorprüfung zur Hochschule blieb bestehen und führte bald wieder zu Leistungsdruck und Prüfungskampf, was eine erneute Ausweitung der privatfinanzierten Bildung zur Folge hatte. Im April 2000 hob das Verfassungsgericht des Landes dann in einer höchstrichterlichen Entscheidung das noch offiziell geltende Verbot von privaten Bildungseinrichtungen mit dem Hinweis auf, dass das Gesetz gegen das Grundrecht auf freie Bildung verstößt. Damit war der Weg für die Hagwons grundsätzlich frei, auch wenn die Regierung zunächst noch versuchte den Preis für private Bildung zu regulieren und zu drosseln.

## Situation seit 2008
Der Leistungsdruck im südkoreanischen Bildungssystem beginnt für Kinder bereits mit der Kita und setzt sich über zu absolvierende Prüfungen über die Grund-, Mittel- und Oberschule fort. Den Höhepunkt findet das auf Leistung und Prüfung getrimmte System in der Prüfung zur Zulassung an einer Elite-Universität des Landes. Um die Aufnahmeprüfungen zu bestehen und möglichst hohe Punktzahlen zu erreichen, senden viele Eltern ihre Kinder in die als Hagwon bezeichneten Privatschulen, deren Unterrichtsgebühren extrem hoch sind. Für jüngere Schüler gilt es über den Besuch einer Hagwon ihre Leistung in ihren Fächern zu verbessern, für die älteren hingegen, die den Besuch eines College oder einer Universität anstreben, geht es darum in Konkurrenz zu den Mitbewerbern die besten Aufnahmeprüfungsergebnisse zu erzielen.
Im Jahr 2008 sollen 70 % aller Schüler in Südkorea parallel zu ihrem regulären Schulunterricht noch Unterricht in privaten Schule bekommen und die Eltern dafür rund 20,4 Billionen Won ausgegeben haben, was dem damaligen Umrechnungskurs nach rund 12,8 Mrd. Euro entsprochen und vergleichsweise 1/10 des Haushaltes des Staates ausgemacht hat.
Im Jahr 2009 schätzte die koreanische Regierung, dass in etwa 95.000 Hagwons im Lande existierten und bis zu 84.000 private Lehrer Schülern zusätzlichen Unterricht gaben. Die Hagwons öffnen ihre Türen, wenn die staatlichen Schulen schließen und der Unterricht endet häufig für die Schüler erst zwischen 21:00 Uhr und 22:00 Uhr in der Nacht. Dabei ist der Unterricht extrem teuer. So schätzte man im Jahr 2009 die Kosten für die Eltern auf rund 1,5 Mio. Won pro Kind und Monat, was umgerechnet rund 940 Euro seinerzeit ausmachte. Die Folge davon ist, dass koreanische Familien nicht mehr so viele Kinder bekommen können, weil die Bildungskosten das Budget der Familien in zunehmendem Maße sprengt. So lag die Geburtenrate in Südkorea im Jahr 2009 bei 1,19 Kinder pro Familie, einer der niedrigsten Werte industrialisierter Staaten auf der Welt.
Damit die Bildungschancen in Südkorea weniger von dem Besuch von Hagwons abhängig ist, versuchte die koreanische Regierung mit dem Educational Broadcasting System (EBS) per Fernsehen und Internet den Zugang zu zusätzlicher Bildung für Schüler kostenlos zu gestalten und gründete 70 % der Testfragen des College Scholastic Admission Tests auf Arbeitsmaterial des EBS.
Die OECD gab für das Jahr 2015 noch an, dass 69,4 % der Schüler der Mittelschule und 50,2 % der Schüler der Oberschule zusätzlichen privaten Unterricht erhielten und 44 % der Ausgaben für höhere Bildung von den privaten Haushalten aufgebracht werden.